# كنوت اولسن
كنوت اولسن (بالنرويجية البوكمول: Knut Olsen)‏ هو صحفي نرويجي، ولد في 26 يوليو 1953 في باروم في النرويج، وتوفي في 11 يناير 2011.

## وصلات خارجية
- كنوت اولسن على موقع IMDb (الإنجليزية)